# IFITM1
IFITM1 (англ. Interferon induced transmembrane protein 1) – білок, який кодується однойменним геном, розташованим у людей на короткому плечі 11-ї хромосоми. Довжина поліпептидного ланцюга білка становить 125 амінокислот, а молекулярна маса — 13 964.
| 10         |  | 20         |  | 30         |  | 40         |  | 50         |
| ---------- |  | ---------- |  | ---------- |  | ---------- |  | ---------- |
| MHKEEHEVAV |  | LGPPPSTILP |  | RSTVINIHSE |  | TSVPDHVVWS |  | LFNTLFLNWC |
| CLGFIAFAYS |  | VKSRDRKMVG |  | DVTGAQAYAS |  | TAKCLNIWAL |  | ILGILMTIGF |
| ILLLVFGSVT |  | VYHIMLQIIQ |  | EKRGY      |  |            |  |            |

A: Аланін

C: Цистеїн

D: Аспарагінова кислота

E: Глутамінова кислота

F: Фенілаланін

G: Гліцин

H: Гістидин

I: Ізолейцин

K: Лізин

L: Лейцин

M: Метіонін

N: Аспарагін

P: Пролін

Q: Глутамін

R: Аргінін

S: Серин

T: Треонін

V: Валін

W: Триптофан

Кодований геном білок за функцією належить до фосфопротеїнів. 
Задіяний у таких біологічних процесах, як імунітет, вроджений імунітет, остеогенез, противірусний захист. 
Локалізований у клітинній мембрані, мембрані.